# Poritia plateni
Poritia plateni är en fjärilsart som beskrevs av Otto Staudinger 1889. Poritia plateni ingår i släktet Poritia och familjen juvelvingar. Inga underarter finns listade i Catalogue of Life.